# Христианская ассоциация Нигерии
Христианская ассоциация Нигерии (англ. The Christian Association of Nigeria, CAN) — это головная организация, объединяющая христианские конфессии в Нигерии.

## История
Христианская ассоциация Нигерии была основана в 1976 году и первоначально включала только католическую церковь и основные протестантские группы. Однако позже расширилась и включила пятидесятнические церкви. В 2000 году ассоциация выразила протест против принятия законов шариата в северных штатах Нигерии.  В феврале 2006 года ассоциация выступила с заявлением в ответ на насилие мусульман в отношении христиан, заявив мусульманам, что у них нет «монополии на насилие». На следующий день христиане устроили мятеж в отместку мусульманам, в результате чего погибло более 70 человек. Позже руководитель ассоциации Петер Акинола заявил, что его заявления были неверно истолкованы западными СМИ. Он даже пригрозил уйти в отставку, если беспорядки продолжатся. 2 мая 2004 года более 630 христиан были убиты в Йелве, Нигерия. К мертвым были прикреплены белые бейджики с именами, идентифицирующие их как членов ассоциации. В сентябре 2007 года организация одобрила план социального обеспечения, предложенный губернатором штата Джигава Суле Ламидо.

## Структура
Организация состоит из пяти блоков; Это Христианский совет Нигерии, Католический секретариат Нигерии, Братство пятидесятников Нигерии, Организация африканских институциональных церквей и Евангелическая церковь, побеждающая всех (Содружество церквей Христа в Нигерии). В ассоциации есть женские и молодежные отделения, Национальный исполнительный совет, состоящий из 105 членов (который избирает президента), и Генеральная ассамблея из 304 членов (которая утверждает выборы президента).

## Руководство
В 2016 году Супо Айокунле, президент Нигерийской баптистской конвенции, был избран президентом ассоциации, а профессор Джозеф Отубу из движения Херувимов и Серафимов церкви Мотайлату — вице-президентом. Айокунле был переизбран на второй срок и вступил в должность в июле 2019 года вместе со своим вице-президентом Калебом Ахимой. В июле 2022 года Дэниел Око был избран нынешним президентом ассоциации.
| Заказ | Срок полномочий                   | Срок владения           | Имя                        | Место рождения     | Номинал         | Примечания                                                     |
| ----- | --------------------------------- | ----------------------- | -------------------------- | ------------------ | --------------- | -------------------------------------------------------------- |
| 1     | Ноябрь 1988 г. - ноябрь 1995 г.   | 2 переизбраны в 1992 г. | Энтони Кардинал Окоги      | Лагос, Нигерия     | Римский католик | Архиепископ Лагоса                                             |
| 2     | Ноябрь 1995 г. - ноябрь 2003 г.   | 2 переизбраны в 1999 г. | Воскресенье К. Мбанг       | Аква Ибом, Нигерия | методист        | Прелат Методистской церкви Нигерии                             |
| 3     | Ноябрь 2003 г. - июнь 2007 г.     | 1                       | Питер Акинола              | Огун, Нигерия      | англиканский    | Прелат Англиканской церкви Нигерии                             |
| 4     | июнь 2007 г. - июль 2010 г.       | 1                       | Архиепископ Иоанн Онайекан | Кабба, Нигерия     | Римский католик | Архиепископ Абуджи                                             |
| 5     | июль 2010 г. – июль 2016 г.       | 2 переизбраны в 2013 г. | Айо Орицеяфор              | Варри, Нигерия     | Пятидесятник    | Пастор Библейской церкви «Слово жизни»                         |
| 6     | Июль 2016 г. – Июль 2022 г.       | 2 переизбраны           | Супо Айокунле              | Ойо, Нигерия       | баптист         | Президент Нигерийской баптистской конвенции                    |
| 7     | июль 2022 г. – по настоящее время | Действующий президент   | Дэниел Око                 | Кано, Нигерия      | Пятидесятник    | Генеральный супертендент, Международная Церковь Христа Святого |

## Внешние ссылки
- Веб-сайт Христианской ассоциации Нигерии
- Заявление президента совета, осуждающее призыв к джихаду